# Seba Smith

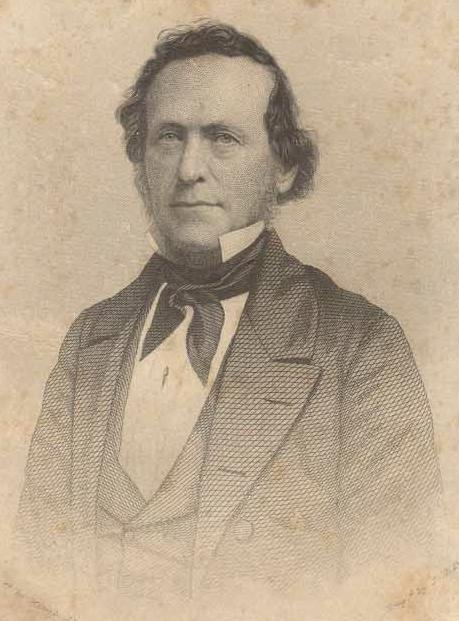
Seba Smith.

Seba Smith (Buckfield, 14 september 1792 - 28 juli 1868) wordt beschouwd als een van de eerste Amerikaanse humoristische schrijvers. Zijn droge en satirische humor inspireerde veel andere humoristen uit de 19e eeuw, zoals Charles Farrar Browne en Finley Peter Dunne. Ook wordt Smith wel als een voorloper van Will Rogers gezien.
In 1818 studeerde Seba Smith af aan het Bowdoin College in Brunswick, waarna hij zich vestigde in Portland. Hij richtte verschillende plaatselijke kranten op, waaronder de Eastern Argus en de Portland Courier. Vanaf 1830 schreef hij - onder de naam Major Jack Downing - humoristische brieven en verhalen die zeer populair werden. Het personage van Major Jack Downing wordt een keer genoemd in de dagboeken van president John Quincy Adams, als deze een ontmoeting met kolonel Davy Crockett beschrijft.
Smith was getrouwd met de feministe en schrijfster Elizabeth Oakes (Prince) Smith. 
- Gemeinsame Normdatei: 138290199
- International Standard Name Identifier: 0000 0000 8218 7702
- Library of Congress Control Number: n50013213
- MusicBrainz: c119fc92-1f25-4f3e-9eb7-9bd04b638845
- Nationale Bibliotheek van Israël: 987007357086205171
- Nederlandse Thesaurus van Auteursnamen: 130919128
- SNAC: w68w3fhh
- Système universitaire de documentation: 061180068
- Virtual International Authority File: 35697328
- WorldCat: E39PBJpYC3vwGmJhv87DFJf8YP